# Eduardo Álvarez Aznar
Eduardo Luis Álvarez Aznar (Madrid, 1 de enero de 1984) es un jinete español que compite en la modalidad de salto ecuestre.
Es hijo del jinete Luis Álvarez Cervera.
Participó en tres Juegos Olímpicos de Verano, ocupando el decimoprimer lugar en la prueba por equipos y el 56.º en la prueba individual en Río de Janeiro 2016; el 31.º lugar en la prueba individual en Tokio 2020; y el decimoprimer lugar en la prueba por equipos en París 2024, donde se retiró en la prueba individual.
En 2023 ganó el Campeonato de España de Salto Ecuestre.